# Dysphania militaris
Dysphania militaris är en fjärilsart som beskrevs av Carl von Linné 1758. Dysphania militaris ingår i släktet Dysphania och familjen mätare. Inga underarter finns listade i Catalogue of Life.

## Bildgalleri

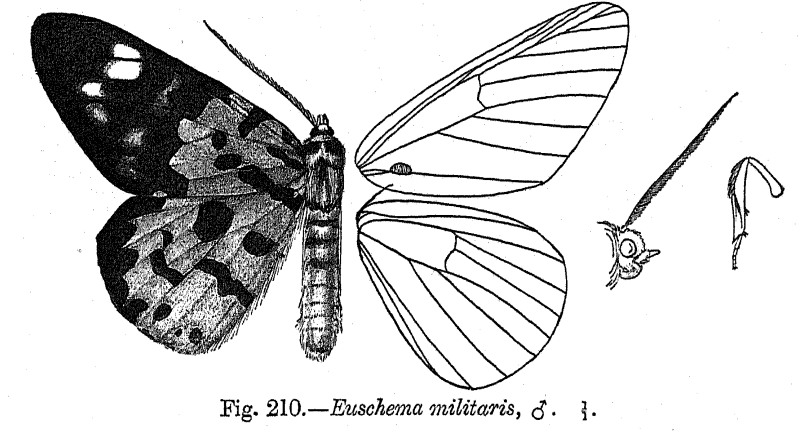
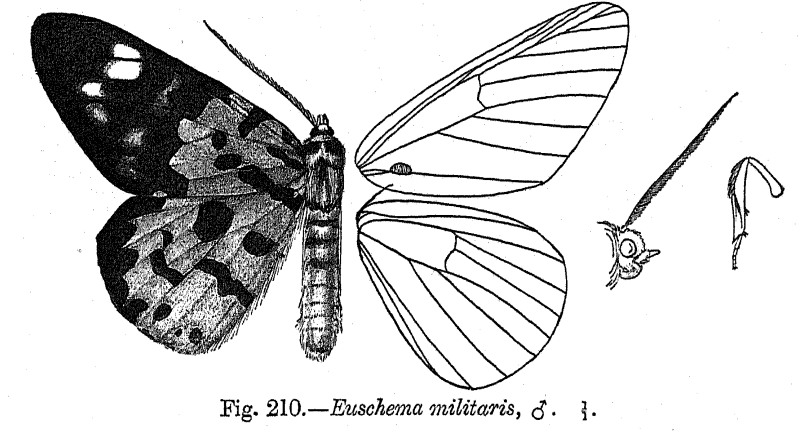
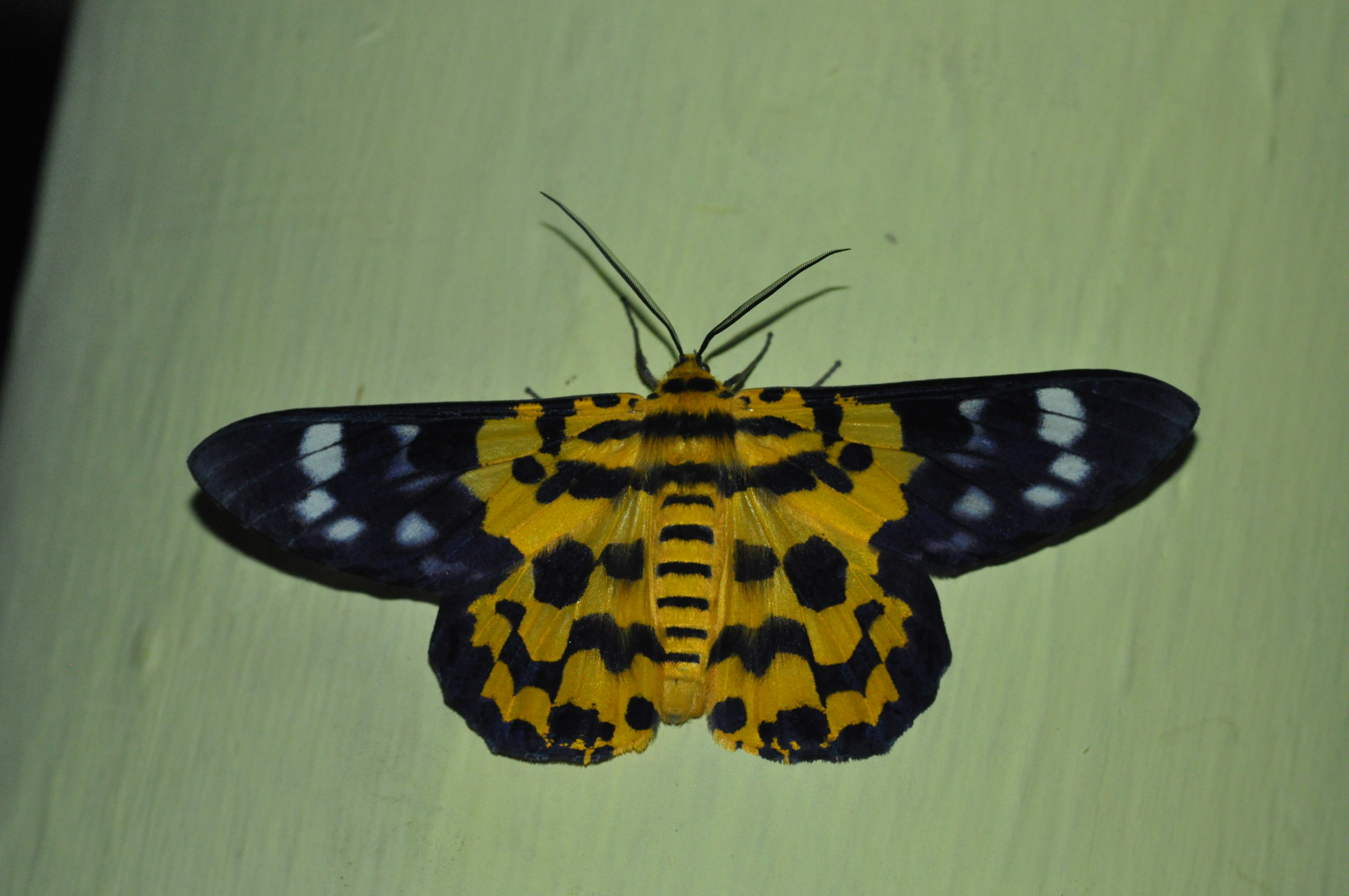